# 2008 par pays en Océanie
Les évènements de l'année 2008 en Océanie et Polynésie. Cet article traite des évènements ayant marqué les pays situés en Océanie.
2006 par pays en Océanie - 2007 par pays en Océanie - 2008 - 2009 par pays en Océanie - 2010 par pays en Océanie
2006 en Océanie - 2007 en Océanie - 2008 en Océanie - 2009 en Océanie - 2010 en Océanie

## Îles Marshall
- Lundi 7 janvier 2008 : élection présidentielle.

## Micronésie
- Samedi 6 décembre 2008 : la Micronésie est le 53e État à reconnaître le Kosovo en tant qu'État indépendant et souverain.

## Îles Salomon
- Vendredi 21 novembre 2008 : un séisme sous-marin de magnitude 6 a eu lieu au large à 75 km au nord-ouest de la capitale Honiara.

## Tokelau
- Samedi 5 janvier 2008 : élections législatives.

## Tonga
- Jeudi 24 avril 2008 : élections législatives.
- Mercredi 22 octobre 2008 : Siaosi Tupou V a été officiellement intronisé monarque de ce petit archipel du sud du Pacifique.

## Vanuatu
- Vendredi 19 décembre 2008 : un avion Britten Norman Highlander de la compagnie Air Vanuatu s'est écrasé sur l'île de Santo au nord-ouest de l'archipel, sur une montagne à 1 300 mètres d'altitude dans une zone forestière et difficilement accessible. La catastrophe a fait un mort, le pilote, et neuf blessés.